# Temür Malik kán

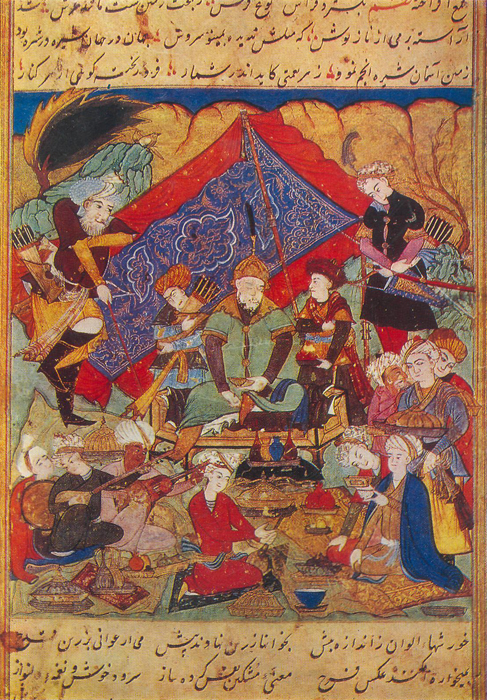
Timur Lenk szamarkandi lakomája (miniatúra, 1628).

Temür Malik (meghalt: 1379) a Fehér Horda (az Arany Horda különálló keleti része) kánja.
Temür Malik a Fehér Horda vezetőjének, Urusz kánnak volt a harmadik fia. 1376-ban az egyik kivégzett emír fia, Toktamis Szamarkandba menekült Timur Lenkhez és segítségét kérte a Fehér Horda trónjának megszerzéséhez. Ezután több sikertelen próbálkozást tett a kánság fegyveres meghódítására. Temür Malik legidősebb bátyja, Kutlug Buga is az egyik összecsapásban vesztette életét 1377-ben. Urusz kán ugyanebben az évben meghalt és utóda a trónon második fia, Toktakija lett, aki két hónap elteltével szinten elhalálozott. A káni címet így Temür Malik örökölte. Temür Malik kicsapongó életmódjáról volt nevezetes, éjjeleken át tivornyázott és délig aludt, a törvényekre, szokásokra és alattvalói véleményére nem adva elragadta a legszebb lányokat az apjuktól vagy férjüktől; így sok ellenségre tett szert. Toktamis ekkor újabb próbálkozást tett a trón elragadására, de Temür emírjei ekkor még hűségesek voltak hozzá, és visszaverték a betolakodókat.
Az arisztokrácia elégedetlensége azonban egyre nőtt és az emírek egymás után álltak át Toktamis oldalára, még legfőbb hadvezére, a valamikor apját szolgáló Kazancsi beglerbég is otthagyta. Az udvarban maradt arisztokraták összeesküvést szőttek a kán leváltására és 1379-ben behívták Toktamist. A városok ellenállás nélkül adták meg magukat neki és Toktamis a főváros, Szignak felé indult. Temür Malik összegyűjtötte seregeit és a trónkövetelő elé vonult, ám katonái harc nélkül átálltak ellensége oldalára. Temür Malik megmaradt híveivel és testőreivel menekülni próbált, de Toktamis parancsára elfogták és kivégezték. 

## Fordítás
Ez a szócikk részben vagy egészben  a(z)   Тимур-Малик című orosz Wikipédia-szócikk ezen változatának fordításán alapul.  Az eredeti cikk szerkesztőit annak laptörténete sorolja fel. Ez a jelzés csupán a megfogalmazás eredetét és a szerzői jogokat jelzi, nem szolgál a cikkben szereplő információk forrásmegjelöléseként.